# Nothrus peruensis
Nothrus peruensis är en kvalsterart som beskrevs av Hammer 1961. Nothrus peruensis ingår i släktet Nothrus och familjen Nothridae. Inga underarter finns listade i Catalogue of Life.